# Нью-Гейвен (округ Гамільтон, Огайо)
Нью-Гейвен (англ. New Haven) — переписна місцевість (CDP) в США, в окрузі Гамільтон штату Огайо. Населення — 572 особи (2020).

## Географія
Нью-Гейвен розташований за координатами 39°16′49″ пн. ш. 84°45′2″ зх. д. / 39.28028° пн. ш. 84.75056° зх. д. (39.280174, -84.750585).  За даними Бюро перепису населення США в 2010 році переписна місцевість мала площу 3,36 км², з яких 3,35 км² — суходіл та 0,01 км² — водойми. В 2017 році площа становила 2,88 км², з яких 2,86 км² — суходіл та 0,01 км² — водойми.

## Демографія
Згідно з переписом 2010 року, у селищі мешкали 583 особи в 240 домогосподарствах у складі 163 родин. Густота населення становила 173 особи/км².  Було 257 помешкань (76/км²).
Расовий склад населення:
| - 97,3 % — білих - 0,7 % — чорних або афроамериканців - 0,5 % — корінних американців |

До двох чи більше рас належало 0,7 %. Частка іспаномовних становила 1,4 % від усіх жителів.
За віковим діапазоном населення розподілялося таким чином: 23,5 % — особи молодші 18 років, 63,1 % — особи у віці 18—64 років, 13,4 % — особи у віці 65 років та старші. Медіана віку мешканця становила 42,8 року. На 100 осіб жіночої статі у селищі припадало 105,3 чоловіків;  на 100 жінок у віці від 18 років та старших — 96,5 чоловіків також старших 18 років.
Середній дохід на одне домашнє господарство  становив 52 522 долари США (медіана — 44 966), а середній дохід на одну сім'ю — 59 663 долари (медіана — 61 389). 
Цивільне працевлаштоване населення становило 317 осіб. Основні галузі зайнятості: роздрібна торгівля — 29,3 %, освіта, охорона здоров'я та соціальна допомога — 12,3 %, виробництво — 10,4 %.